# Стокард Чэннинг
Сто́кард Чэ́ннинг (англ. Stockard Channing; род. 13 февраля 1944, Нью-Йорк, Нью-Йорк) — американская актриса театра, кино и телевидения, наиболее известная по роли старшеклассницы Бетти Риццо в мюзикле «Бриолин». Обладательница премий «Эмми» и «Тони»

## Биография
Сьюзан Антония Уильямс Стокард (англ. Susan Antonia Williams Stockard) родилась в Нью-Йорке и по материнской стороне имеет ирландские корни. В 1963 году, будучи ещё девятнадцатилетней студенткой колледжа, она вышла замуж за предпринимателя и скульптора Уолтера Чэннинга (1940—2015), после чего, объединив своё имя с именем мужа, стала Стокард Чэннинг.
Актёрскую карьеру она начала в театральной компании Бостона, после чего стала появляться и на подмостках Нью-Йорка, а в 1971 году дебютировала на Бродвее. На большом экране дебютировала в фильме «Больница» (1971), а после нескольких незначительных ролей на киноэкранах добилась популярности в фильме «Судьба» (1975) с Джеком Николсоном в главной роли. В 1978 году 33-летняя Стокард Чэннинг сыграла с начинающим актёром Джоном Траволтой и звездой кантри и поп-музыки Оливией Ньютон-Джон в экранизации бродвейского мюзикла «Бриолин». Несмотря на свой возраст, актриса прекрасно справилась с ролью старшеклассницы — неформального лидера девушек в школе, где разворачивается действие. Её голос звучит в двух музыкальных композициях к фильму. После неудач в кино и на телевидении в начале 1980-х годов, актриса вернулась в театр, где в 1985 году удостоилась премии «Тони» за роль в пьесе «Один день из смерти Джо по прозвищу Сидень».
Вновь добиться успеха на большом экране ей удалось в 1993 году, когда за роль в фильме «Шесть степеней отчуждения» Чэннинг была номинирована на «Оскар» и «Золотой глобус». Двумя годами ранее актриса уже была номинирована на премию «Тони» за исполнение этой же роли в театральной постановке. Далее последовали успешные роли в фильмах «Вонгу Фу, с благодарностью за всё! Джули Ньюмар» (1995), «Дым» (1995), «Сумерки» (1999) и эпизодическое появление в кинокартине «Клуб первых жён» (1996). С конца 1990-х годов актриса стала очень востребована сразу в трёх направления — в кино, на телевидении и в театре. На большом экране она успешно себя показала в фильмах «Практическая магия» (1998), «Там, где сердце» (2000) и «Кое-что ещё» (2003), а за свои телевизионные работы в сериале «Западное крыло» и телефильме «История Мэттью Шепарда» была удостоена двух премий «Эмми» в 2002 году. Сыграла в фильма «Гитлер: Восхождение дьявола» (2003) Клару Гитлер.
Разведясь с Уолтером Чэннингом в 1967 году, Чэннинг была замужем ещё трижды. Её вторым мужем был переводчик Пол Шмидт.

## Награды и номинации
| Награда                        | Год  | Категория                                                     | Фильм/Телесериал/Постановка                | Результат |
| ------------------------------ | ---- | ------------------------------------------------------------- | ------------------------------------------ | --------- |
| Оскар                          | 1994 | Лучшая женская роль                                           | Шесть степеней отчуждения                  | Номинация |
| Золотой глобус                 | 1976 | Лучший актёрский дебют в женской роли                         | Судьба                                     | Номинация |
| Золотой глобус                 | 1994 | Лучшая женская роль в комедии или мюзикле                     | Шесть степеней отчуждения                  | Номинация |
| Золотой глобус                 | 1999 | Лучшая женская роль в мини-сериале или телефильме             | Детский танец                              | Номинация |
| Эмми                           | 1988 | Лучшая женская роль второго плана в мини-сериале или фильме   | Эхо в темноте                              | Номинация |
| Эмми                           | 1990 | Лучшая женская роль второго плана в мини-сериале или фильме   | Идеальный свидетель                        | Номинация |
| Эмми                           | 1994 | Лучшая приглашённая актриса в драматическом телесериале       | Дорога в Эйвонли                           | Номинация |
| Эмми                           | 1997 | Лучшая женская роль в мини-сериале или фильме                 | Чужие дети                                 | Номинация |
| Эмми                           | 1999 | Лучшая женская роль в мини-сериале или фильме                 | Детский танец                              | Номинация |
| Эмми                           | 2000 | Лучшая женская роль второго плана в драматическом телесериале | Западное крыло                             | Номинация |
| Эмми                           | 2001 | Лучшая женская роль второго плана в драматическом телесериале | Западное крыло                             | Номинация |
| Эмми                           | 2002 | Лучшая женская роль второго плана в мини-сериале или фильме   | История Мэттью Шепарда                     | Победа    |
| Эмми                           | 2002 | Лучшая женская роль второго плана в драматическом телесериале | Западное крыло                             | Победа    |
| Эмми                           | 2003 | Лучшая женская роль второго плана в драматическом телесериале | Западное крыло                             | Номинация |
| Эмми                           | 2004 | Лучшая женская роль второго плана в драматическом телесериале | Западное крыло                             | Номинация |
| Эмми                           | 2005 | Лучшая женская роль второго плана в драматическом телесериале | Западное крыло                             | Номинация |
| Эмми                           | 2006 | Лучшая женская роль в комедийном телесериале                  | Вне практики                               | Номинация |
| Дневная премия «Эмми»          | 2005 | Лучшая роль в детском фильме                                  | Джек                                       | Победа    |
| Премия Гильдии киноактёров США | 1996 | Лучшая женская роль второго плана                             | Дым                                        | Номинация |
| Премия Гильдии киноактёров США | 1997 | Лучшая женская роль в телефильме или мини-сериале             | Чужие дети                                 | Номинация |
| Премия Гильдии киноактёров США | 1999 | Лучшая женская роль в телефильме или мини-сериале             | Детский танец                              | Номинация |
| Премия Гильдии киноактёров США | 2001 | Лучшая женская роль в телефильме или мини-сериале             | Правда о Джейн                             | Номинация |
| Премия Гильдии киноактёров США | 2002 | Лучшая женская роль в драматическом сериале                   | Западное крыло                             | Номинация |
| Премия Гильдии киноактёров США | 2003 | Лучшая женская роль в телефильме или мини-сериале             | История Мэттью Шепарда                     | Победа    |
| Премия Гильдии киноактёров США | 2004 | Лучшая женская роль в драматическом сериале                   | Западное крыло                             | Номинация |
| Тони                           | 1985 | Лучшая женская роль в пьесе                                   | Один день из смерти Джо по прозвищу Сидень | Победа    |
| Тони                           | 1986 | Лучшая женская роль второго плана в пьесе                     | Дом голубых листьев                        | Номинация |
| Тони                           | 1991 | Лучшая женская роль в пьесе                                   | Шесть степеней отчуждения                  | Номинация |
| Тони                           | 1992 | Лучшая женская роль в пьесе                                   | Четыре павиана, обожающие солнце           | Номинация |
| Тони                           | 1999 | Лучшая женская роль в пьесе                                   | Лев зимой                                  | Номинация |
| Тони                           | 2009 | Лучшая женская роль в мюзикле                                 | Приятель Джои                              | Номинация |
| Тони                           | 2012 | Лучшая женская роль в пьесе                                   | Другие города пустыни                      | Номинация |